# Герб Угроїдів
Герб Угроїдів — офіційний символ селища Угроїди Сумської області. Затверджений 12 липня 2016 року рішенням сесії Угроїдської селищної ради.
Автор проєкту — А. Гречило. Проєкт був розроблений ще 1997 року.

## Опис
У срібному полі синій перев’яз справа, в якому звивається золотий вугор.

## Зміст
Вугор відображає одну з версій про походження назви селища (герб є промовистим), яка пов’язує його саме з цією рибою. Синя смуга означає річку Рибницю, на берегах якої розташовані Угроїди. Срібне поле символізує виробництво цукру – галузь, у якій протягом понад століття було зайняте місцеве населення. 